# The Cat and the Fiddle
The Cat and the Fiddle je šesté sólové studiové album amerického rockového houslisty Papa John Creache, vydané v roce 1977 u DJM Record.

## Seznam skladeb
| Strana 1 | Strana 1              | Strana 1        | Strana 1 |
| Pořadí   | Název                 | Autor           | Délka    |
| -------- | --------------------- | --------------- | -------- |
| 1.       | Country Boy, City Man | Tilford         | 3:19     |
| 2.       | Keep On Rockin'       | Cadd            | 3:43     |
| 3.       | Livin' for Myself     | Jones           | 3:45     |
| 4.       | Keep on Movin'        | Seufert, Sutton | 3:34     |
| 5.       | Right Down            | Grady           | 3:40     |

| Strana 2 | Strana 2               | Strana 2         | Strana 2 |
| Pořadí   | Název                  | Autor            | Délka    |
| -------- | ---------------------- | ---------------- | -------- |
| 1.       | Let's Get Dancin'      | Tilford          | 4:29     |
| 2.       | Foxy Lady              | Haberman         | 3:49     |
| 3.       | Rock & Roll Music      | Tilford          | 4:00     |
| 4.       | Give Me Another Chance | Brasler, Sciacca | 3:15     |
| 5.       | Pop Stop               | Haberman         | 5:00     |

## Sestava
- Papa John Creach – zpěv, housle
- Steve Haberman – klávesy
- Bryan Tilford – baskytara, doprovodný zpěv
- Mark Leon – bicí, doprovodný zpěv
- Joey Brasler – kytara
- Reid King – doprovodný zpěv